# Liste der Stolpersteine in Nußloch
In der Liste der Stolpersteine in Nußloch werden die vorhandenen Gedenksteine aufgeführt, die im Rahmen des Projektes Stolpersteine des Künstlers Gunter Demnig bisher in Nußloch verlegt worden sind.

## Verlegte Stolpersteine
In Nußloch wurden am 24. Oktober 2016 vier Stolpersteine an zwei Adressen verlegt:
| Stolperstein | Inschrift                                                                                      | Verlegeort                                 | Name, Leben                                               |
| ------------ | ---------------------------------------------------------------------------------------------- | ------------------------------------------ | --------------------------------------------------------- |
|              | HIER WOHNTE JULIUS BERNHEIM JG. 1857 DEPORTIERT 1940 GURS TOT 12.11.1940                       | Hauptstraße 56 Standort                    | Julius Bernheim wurde am 18. Juni 1857 in Wangen geboren. |
|              | HIER WOHNTE KAROLINE BERNHEIM GEB. EHRMANN JG. 1859 DEPORTIERT 1940 GURS BEFREIT               | Hauptstraße 56 Standort                    | Karoline Bernheim (1859–?)                                |
|              | HIER WOHNTE ELSA MAYER JG. 1890 DEPORTIERT 1940 GURS INTERNIERT DRANCY 1942 AUSCHWITZ ERMORDET | Friedrichstraße 8 (vormals No. 6) Standort | Elsa Mayer geboren am 9. Mai 1890 in Nußloch              |
|              | HIER WOHNTE GUTA MAYER JG. 1896 DEPORTIERT 1940 GURS INTERNIERT DRANCY 1942 AUSCHWITZ ERMORDET | Friedrichstraße 8 (vormals No. 6) Standort | Guta Mayer geboren am 19. September 1896 in Nußloch       |

## Verlegedatum
Die Verlegung erfolgte am 24. Oktober 2016. Die Mayer-Schwestern wohnten in der Friedrichstraße im Haus Nummer 6. Da in der Straße seither ein weiteres Haus gebaut worden war, verschob sich die Nummerierung nach oben, das entsprechende Gebäude trägt daher heute die Nummer 8. In Unkenntnis dieser Tatsache wurden die Stolpersteine zunächst vor dem falschen Haus eingelassen. Dieser Fehler ist im Februar 2017 erkannt worden. Inzwischen wurden die Stolpersteine an die richtige Stelle verlegt.